# هرمس ۱۸۰
هرمس ۱۸۰ یک پهپاد (UAV) است که برای سطوح گردان و تیپ طراحی شده و توسط شرکت سیلور ارو، زیرمجموعه شرکت البیت سیستمز، توسعه یافته است. این کوچکترین پهپاد در خانواده پهپادهای هرمس سیلور ارو است که شامل هرمس ۴۵۰ و هرمس ۱۵۰۰ نیز می‌شود.